# Ibá

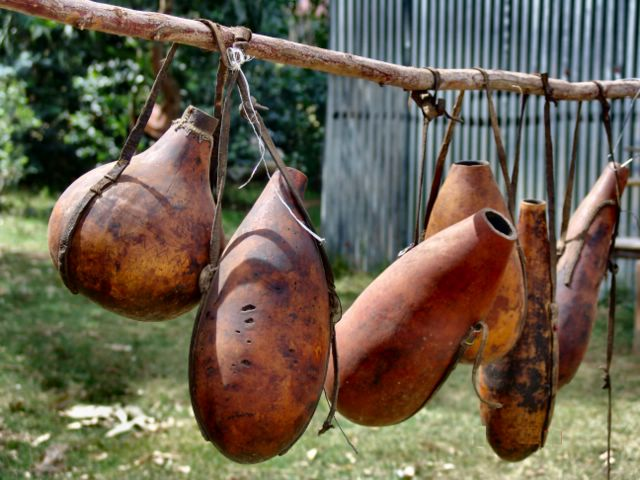
Cabaça, objeto de uso no candomblé

Ibá (em iorubá: Igbá) é uma palavra da língua iorubá que designa a cabaça que contém os objetos de culto e de adoração a um Orixá, muito utilizado nos assentamentos sagrados ibá orixá, indispensável na obrigação de oiê e axexê. Também serve de vasilha para incontáveis utilidades.